# Kurzrickenbach
Kurzrickenbach war früher eine selbständige Ortsgemeinde in der Munizipalgemeinde Kreuzlingen und ein Kirchdorf im Kanton Thurgau in der Schweiz. Die Ortsgemeinden Kurzrickenbach und Kreuzlingen vereinigten sich 1927 zur Einheitsgemeinde Kreuzlingen, der sich Emmishofen 1928 anschloss.
Nach der Eingemeindung hat sich Kurzrickenbach zu einem Ortsteil von Kreuzlingen entwickelt.

## Geschichte
Kurzrickenbach wurde als Rihinbah erstmals im Jahr 830 erwähnt, dann als Rickenbach minor oder brevis und brevior. Der Name bedeutet „Tobelbach“ von mittelhochdeutsch Ric, d. h. Engpass, Hohlweg.
Die Region war schon in der Jungsteinzeit besiedelt, was durch archäologische Funde von Pfahlbausiedlungen belegt ist.
Im Mittelalter gehörte Rickenbach zunächst zur Bischofshöri und später zur Reichsvogtei Eggen, deren eine Hälfte 1471 an Konstanz überging, die andere Hälfte 1542. Vom Spätmittelalter bis 1798 besass Konstanz die niedergerichtlichen Rechte.

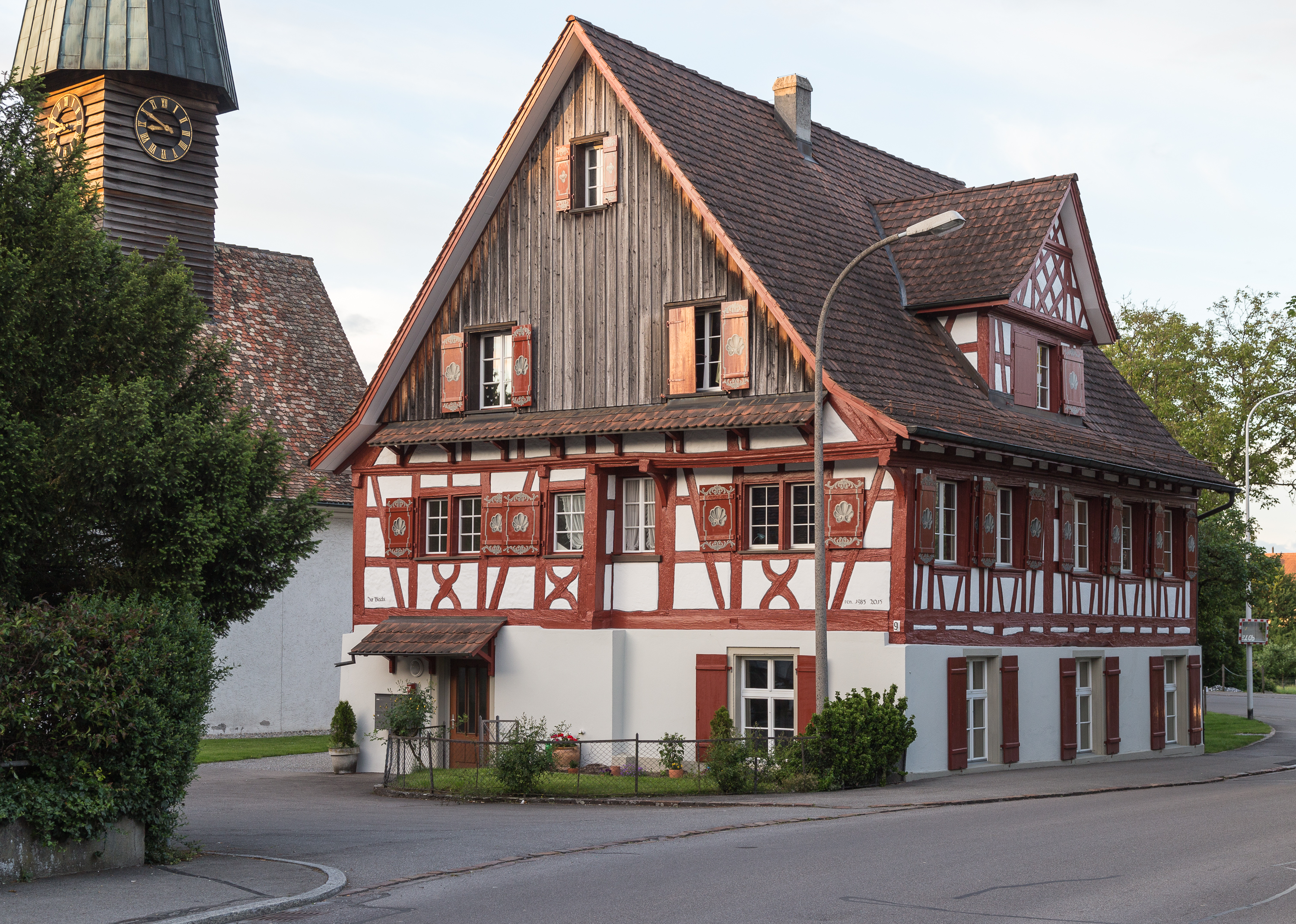
Reformiertes Kirchgemeindehaus Kurzrickenbach

Kirchlich war Rickenbach seit 914 der Kirche St. Paul in Konstanz zugeteilt. Später besorgten Mönche von Kreuzlingen den Gottesdienst in der schon um 1157 erwähnten St. Peterskapelle in Rickenbach. 1528 wurde die Reformation eingeführt. Nachdem Konstanz 1548 zu Vorderösterreich kam und rekatholisiert wurde, zogen viele reformierte Konstanzer nach Kurzrickenbach. 1603 und 1695 wurde die Kurzrickenbacher Kirche erweitert. Ab 1709 gab es in Kurzrickenbach einen reformierten Pfarrer, die Kollatur lag bei den Städten St. Gallen und Zürich. Seit 2014 werden die Kirchenräume in Kurzrickenbach für das Open Place als sozialer Anlaufstelle für die Region Kreuzlingen-Konstanz genutzt (www.open-place.ch). Dafür wurde die Kirche auch als Café und Begegnungsraum für unterschiedliche Veranstaltungen eingerichtet. 
| Jahr      | 1850 | 1900 | 1920 |
| Einwohner | 520  | 525  | 970  |

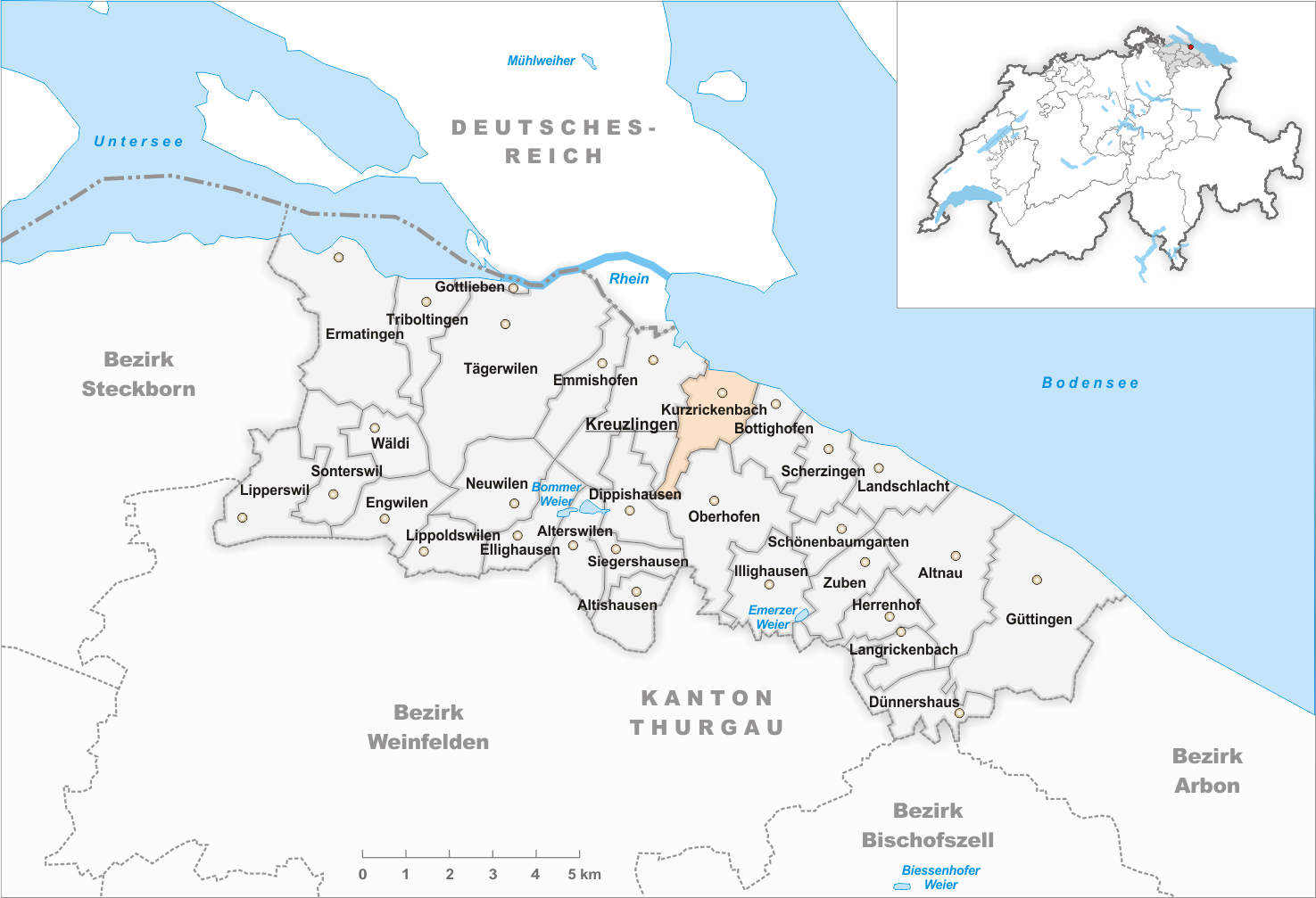
Gemeindestand vor der Fusion im Jahr 1927

In Kurzrickenbach befanden sich ursprünglich von der Stadt Konstanz betriebene Bleichen für die Leinwandproduktion. Leinwand war seit dem Hochmittelalter einer der wichtigsten Handels- und Ausfuhrartikel der Bodenseestädte (Konstanzer Leinwand oder tela di Costanza). Die Leinwandweberei bestand bis ins 19. Jahrhundert. Acker-, Flachs-, Obst- und Rebbau dominierten bis ins 20. Jahrhundert. Als Quartier von Kreuzlingen hat Kurzrickenbach seit 1950 eine starke wirtschaftliche Entwicklung erfahren.
Kurzrickenbach war über Jahrhunderte bis in die Mitte des 19. Jahrhunderts der wichtigste Wasserlieferant von Konstanz. Das Wasser wurde in sogenannten Teuchel oder Teichel, in die Erde versenkte Holzleitungen, in die nahe Stadt geführt.

## Bilder

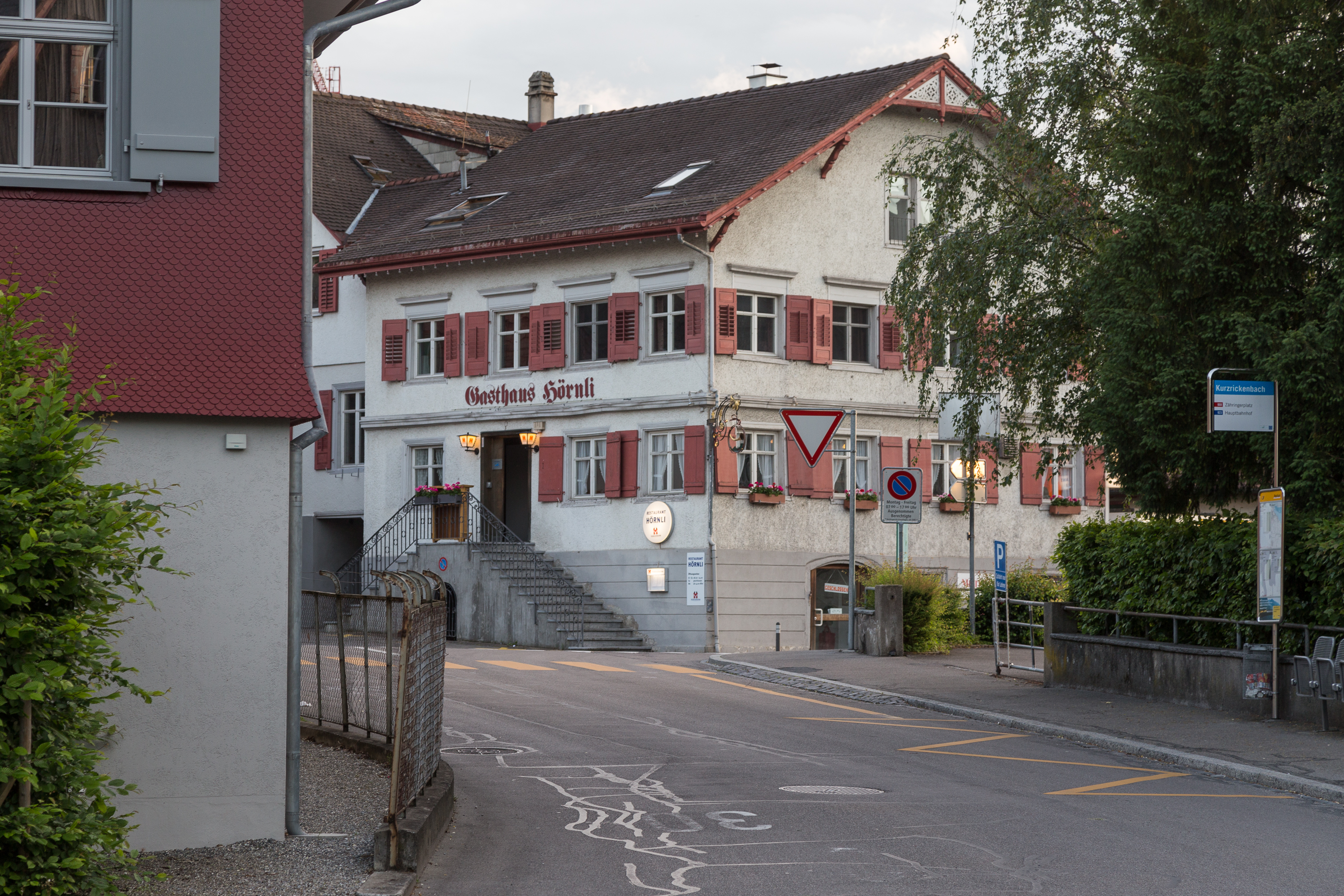
Gasthaus Hörnli
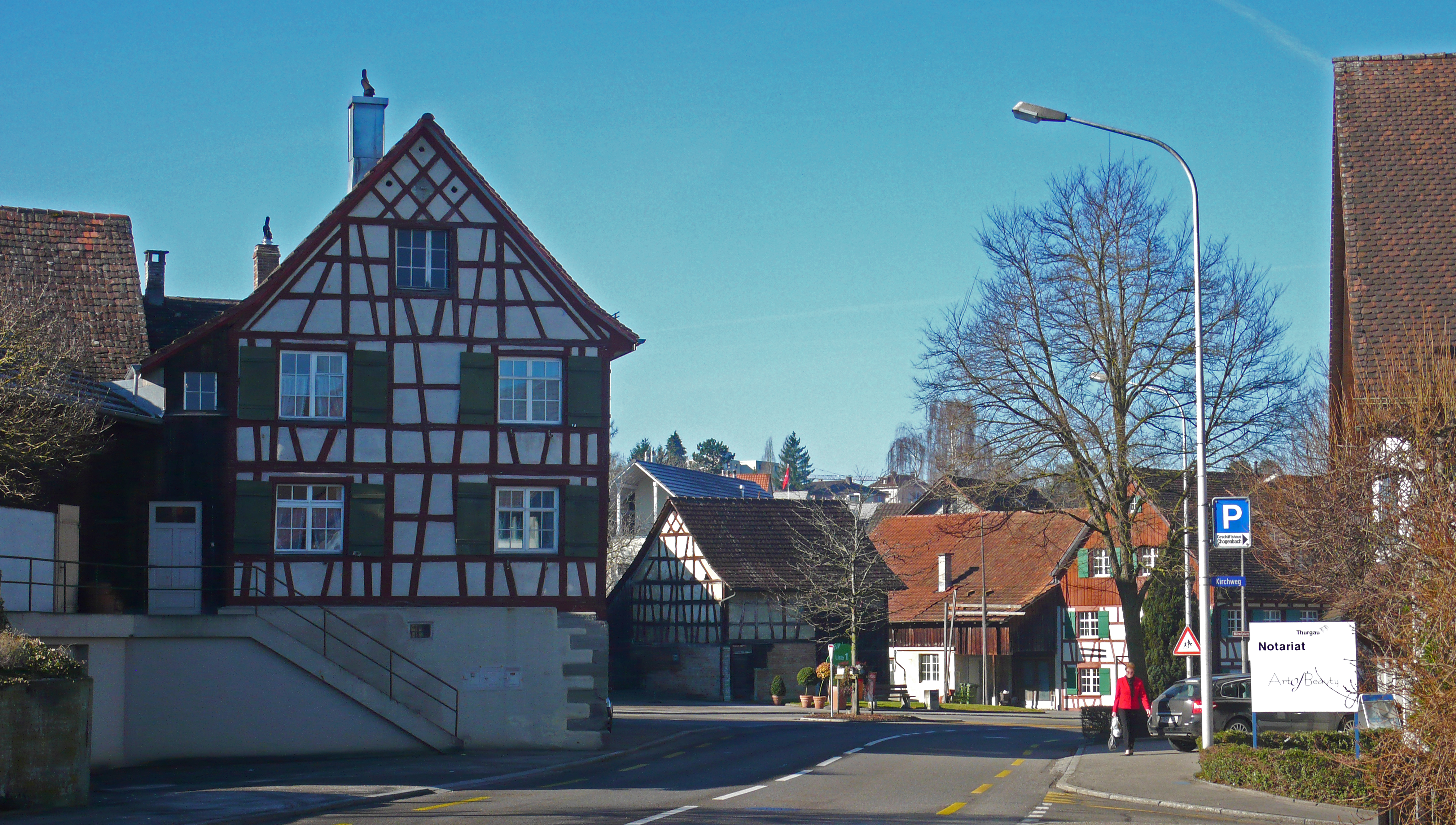
Romanshornerstrasse
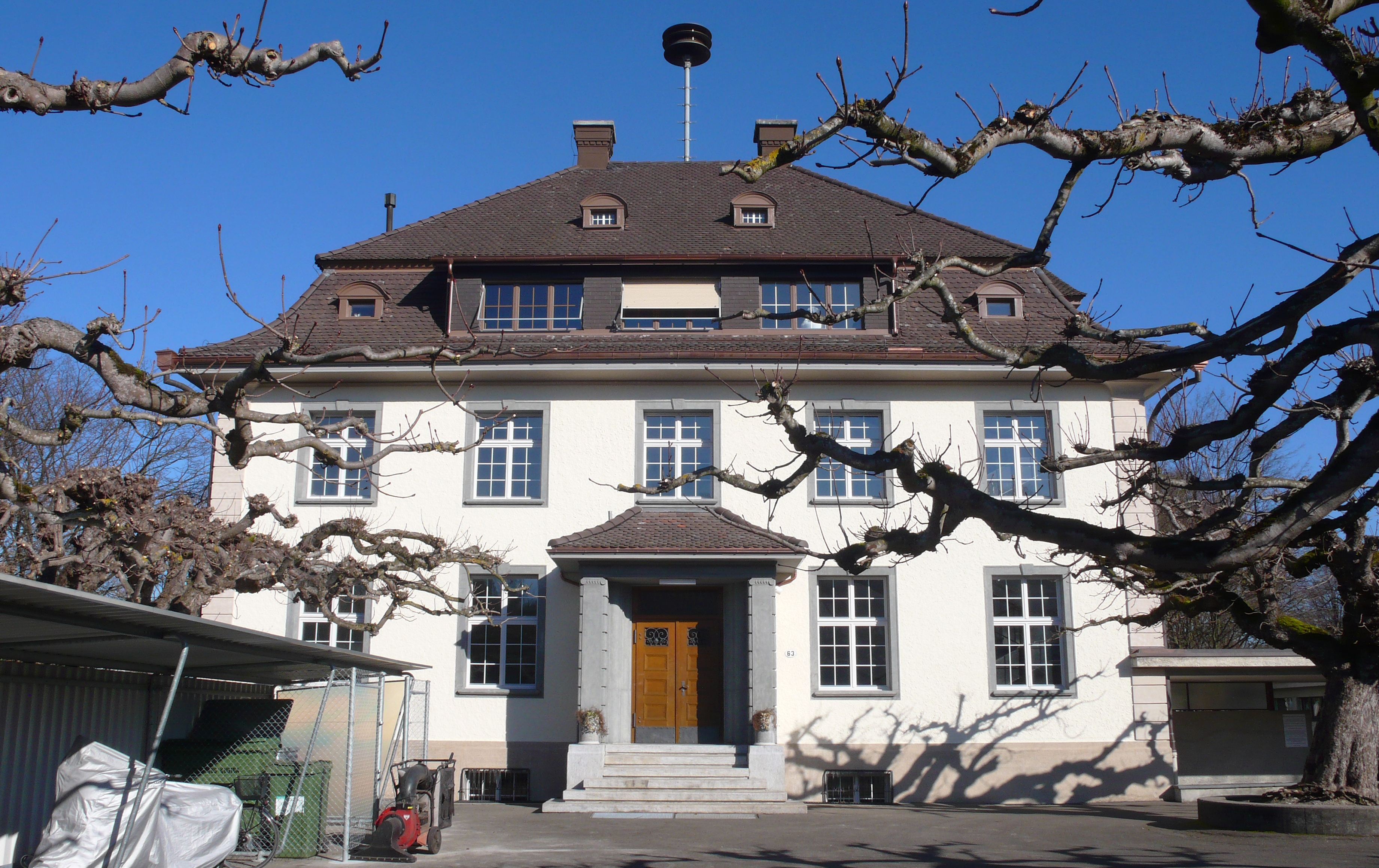
Schulhaus